# William Townesend
William Townesend fue un arquitecto y escultor de Inglaterra, nacido el año 1676 y fallecido en 1739 .

## Datos biográficos
Trabajó en Oxford , donde construyó el edificio de los becarios y el Claustro (1706-1712), el edificio de los Señores comuneros (1737), y el Cuadrángulo de Peckwater y la Biblioteca de la Iglesia de Cristo (con proyecto de Aldrich), este fue el primer edificio construido en Inglaterra siguiendo los cánones de Palladio . Otras obras que construyó, con diseño propio o de otros, fueron el Garden Quadrangle del New College (1707), el edificio Clarendon de Hawksmoor (1712-1715), los edificios de Bristol del Balliol College (1716-1720), la Biblioteca Codrington del All Souls College (1716-1735), el Cuadrángulo de Radcliffe del University College (1717-1719).
Diseñó y construyó los edificios de Robinson en el Oriel College (1719-1720), los Edificios Nuevos de la Universidad de Magdalen (1733-4) y participó en las obras del Palacio de Blenheim. 
Como escultor realizó los monumentos funerarios de su padre, John Townesend (1648-1728) y el del prefecto de Oxford (1682-3 y 1720-1). 